# Han d'Islanda
Han d'Islanda (Han d'Islande) è il secondo romanzo di Victor Hugo, scritto dall'autore durante la tarda adolescenza e pubblicato per la prima volta nel 1823.

## Trama
Trondheim, 1699. Figlio del viceré di Norvegia, Ordener Guldenlew è un giovane coraggioso e virtuoso, innamorato di Ethel, la bella figlia di Peder Griffenfeld, un ex conte caduto in disgrazia agli occhi del re e rinchiuso in una fortezza a Munkholm. Han d'Islanda è in possesso di un carteggio segreto che proverebbe l'innocenza della famiglia Griffenfeld e così Ordener parte per il profondo Nord per riscattare il buon nome della casata dell'amata. Ma Han d'Islanda è un uomo violento, che tiranneggia sulla regione e commette crimini e massacri in compagnia del suo orso polare. L'odio di Han si estende all'intero genere umano, ma si concentra soprattutto sulla famiglia Griffenfeld, responsabile dell'uccisione di suo figlio Gill Stadt, che Han aveva avuto dopo aver stuprato la giovane Lucy Pelnych.
Il conte di Ahlefeld, la cui figlia è promessa ad Ordener, vuole liberarsi definitivamente dei Griffenfeld per guadagnarsi i favori del re di Danimarca, che controlla la Norvegia. Manda quindi in missione il suo segretario Musdoemon che, con lo pseudonimo di Hacket, incita i minatori nel Nord alla rivolta contro la corona danese, facendo credere però che la ribellione è stata fomentata dai Griffenfeld. Il vero autore della rivolta viene però individuato: Musdoemon viene condannato a morte e la famiglia Ahlefeld cade in disgrazia. Dopo una lunga e travagliata peregrinazione, Ordener riesce a trovare Han, che muore accidentalmente in un incendio causato da lui stesso. Il lustro della casata dei Griffenfeld è quindi ripristinato e Ordener ed Ethel sono liberi di sposarsi.

## Personaggi principali
- Ordener Guldenlew: figlio del viceré di Norvegia, è un giovane valoroso promesso alla figlia del conte di Ahlefeld, ma innamorato di Ethel Griffenfeld.
- Hans d'Islanda: un uomo violento e brutale che vive nelle remote regioni del Nord, dove si dedica a razzie, stupri e omicidi in compagnia del suo orso polare.
- Conte di Ahlefeld: aristocratico norvegese che scatena una rivolta contro la corona danese per farne ricadere la colpa sui Griffenfeld ed assicurarsi così i favori del re di Danimarca.
- Musdoemon (Hacket): segretario di Ahlefeld, si reca per ordine nel padrone a Nord per fomentare una rivolta di montanari e minatori contro la dominazione danese della Norvegia.